# كيفن ستيد
كيفن ستيد (بالإنجليزية: Kevin Stead)‏ هو لاعب كرة قدم بريطاني في مركز الدفاع، ولد في 2 أكتوبر 1958 في وستهام ‏ في المملكة المتحدة، وتوفي في 19 يناير 2016 في داجنهام في المملكة المتحدة. لعب مع أكسفورد سيتي وتوتنهام هوتسبير ونادي أرسنال.